# Rolling Stones (film)
Pour les articles homonymes, voir Rolling Stones (homonymie), Rolling et Stones.
Pour la chanson du même nom, voir Let's Spend the Night Together.
Pour plus de détails, voir Fiche technique et Distribution.
Rolling Stones est un film documentaire musical américain réalisé par Hal Ashby et produit par Warner Bros, sorti en 1982. 
Ce documentaire retrace la tournée américaine de 1981 des Rolling Stones. Il a été présenté à la Mostra de Venise en septembre 1982 et est sorti aux États-Unis le 18 février 1983.

## Fiche technique
- Titre : Rolling Stones
- Autre titre : Let's Spend the Night Together
- Réalisation : Hal Ashby
- Photographie : Caleb Deschanel et Gerald Feil
- Montage : Lisa Day
- Production : Ronald L. Schwary
- Société de production : Northstar Media, Raindrop et Weintraub Entertainment Group
- Société de distribution : Gaumont (France) et Embassy Pictures (États-Unis)
- Pays :  États-Unis
- Genre : Documentaire
- Durée : 95 minutes
- Dates de sortie : 
  -  Italie : septembre 1982 (Mostra de Venise)
  -  France : 15 juin 1983

## Liste des chansons, dates et lieux de leur enregistrement
1. Take the A Train (ouverture)
2. Under My Thumb (Tempe, Arizona, 13 décembre 1981)
3. Let's Spend the Night Together (Tempe, Arizona, 13 décembre 1981)
4. Shattered (Tempe, Arizona, 13 décembre 1981)
5. Neighbours (Tempe, Arizona, 13 décembre 1981
6. Black Limousine (Tempe, Arizona, 13 décembre 1981)
7. Just My Imagination (Tempe, Arizona, 13 décembre 1981)
8. Twenty Flight Rock (Tempe, Arizona, 13 décembre 1981)
9. Let Me Go (Tempe, Arizona, 13 décembre 1981)
10. Time Is on My Side (Tempe, Arizona, 13 décembre 1981)
11. Beast of Burden (Tempe, Arizona, 13 décembre 1981)
12. Waiting on a Friend (Tempe, Arizona, 13 décembre 1981)
13. Going to a Go-Go ( Going to a Go-Go (East Rutherford, New Jersey, 6 novembre 1981)
14. You Can't Always Get What You Want (East Rutherford, New Jersey, 6 novembre 1981)
15. Little T & A (East Rutherford, New Jersey, 5 novembre 1981)
16. Tumbling Dice (East Rutherford, New Jersey, 5 novembre 1981)
17. She's So Cold (East Rutherford, New Jersey, 5 novembre 1981)
18. All Down the Line (East Rutherford, New Jersey, 5 novembre 1981)
19. Hang Fire (East Rutherford, New Jersey, 5 novembre 1981)
20. Miss You (East Rutherford, New Jersey, 6 novembre 1981)
21. Let It Bleed (East Rutherford, 5 novembre 1981)
22. Start Me Up (East Rutherford, New Jersey, 5 novembre 1981)
23. Honky Tonk Women (Tempe, Arizona, 13 décembre 1981)
24. Brown Sugar (East Rutherford, New Jersey, 5 novembre 1981)
25. Jumpin' Jack Flash (Tempe, Arizona, 13 décembre 1981)
26. (I Can't Get No) Satisfaction (East Rutherford, New Jersey, 6 novembre 1981)
27. The Star-Spangled Banner (Jimi Hendrix)

## Musiciens
- Mick Jagger : chant, guitare, harmonica
- Keith Richards : chant, guitare
- Ron Wood : chant, guitare
- Bill Wyman : basse
- Charlie Watts : batterie
- Ian Stewart : piano
- Ian McLagan : synthétiseur
- Ernie Watts : saxophone
- Bobby Keys : trompette